# Aabybro
Aabybro o Åbybro és una ciutat danesa del nord de la península de Jutlàndia, a l'illa de Vendsyssel-Thy. És la capital del municipi de Jammerbugt que forma part de la regió de Nordjylland, ambdós creats l'1 de gener del 2007 com a part d'una reforma territorial.